# Mirszad Mijadinoszki
Mirszad Mijadinoszki (macedónul: Мирсад Мијадиноски; Struga, 1981. október 1. –) macedón születésű svájci labdarúgó, jelenleg az FC Wil játékosa. Jelenleg kettős állampolgársággal rendelkezik. Korábban Magyarországon játszott az Újpest és a Debreceni VSC csapatában is. 2009-ben, Bajnokok ligája résztvevő volt a Debrecennel, és két csoportmeccsen játszott.

## Pályafutása

### Svájc
A balhátvéd 17 évesen már a svájci első osztályban futballozott, az Zürich csapatában. 1999-től, 2001-ig játszott itt, de inkább a második csapatnál számoltak vele, az első osztályú csapatban, mindössze egyszer kapott szerepet.
Egy szezon erejéig ezután, eligazolt a Schaffhausen gárdájához, ahol tizenegy meccsen kapott bizalmat, és ő egy góllal hálálta meg. 2001/02-es évad után, megint továbbállt.
Következő állomáshelye a másodosztályú Baden volt. Utolsó szezonja, a 2004/05-ös volt, ahol az utolsó bennmaradó helyen zártak. Mijadinoszki három szezon után, kilencvenegy meccsel, és tizenkét góllal a lábában igazolt el az akkor másodosztályú bronzérmes Sion gárdájához.
Mijadinoszki a hatos számot kapta meg új klubjánál. Az első szezonja, a 2005/06-os nem sikeredett rosszra, hiszen a csapat, egy helyet előre lépve az előző évhez képest, a második helyen zárt, így feljutott az első osztályba. A 2006/07-es szezont, bronzérmesként, a 2007/08-ast pedig hetedikként fejezték be. Mijadinoszkit, ezután klubja kölcsönadta az Újpestnek, ahol először próbajátékon vett részt, később meggyőzte a szakmai stábot.
2012-ben az FC Wil csapatához szerződött.

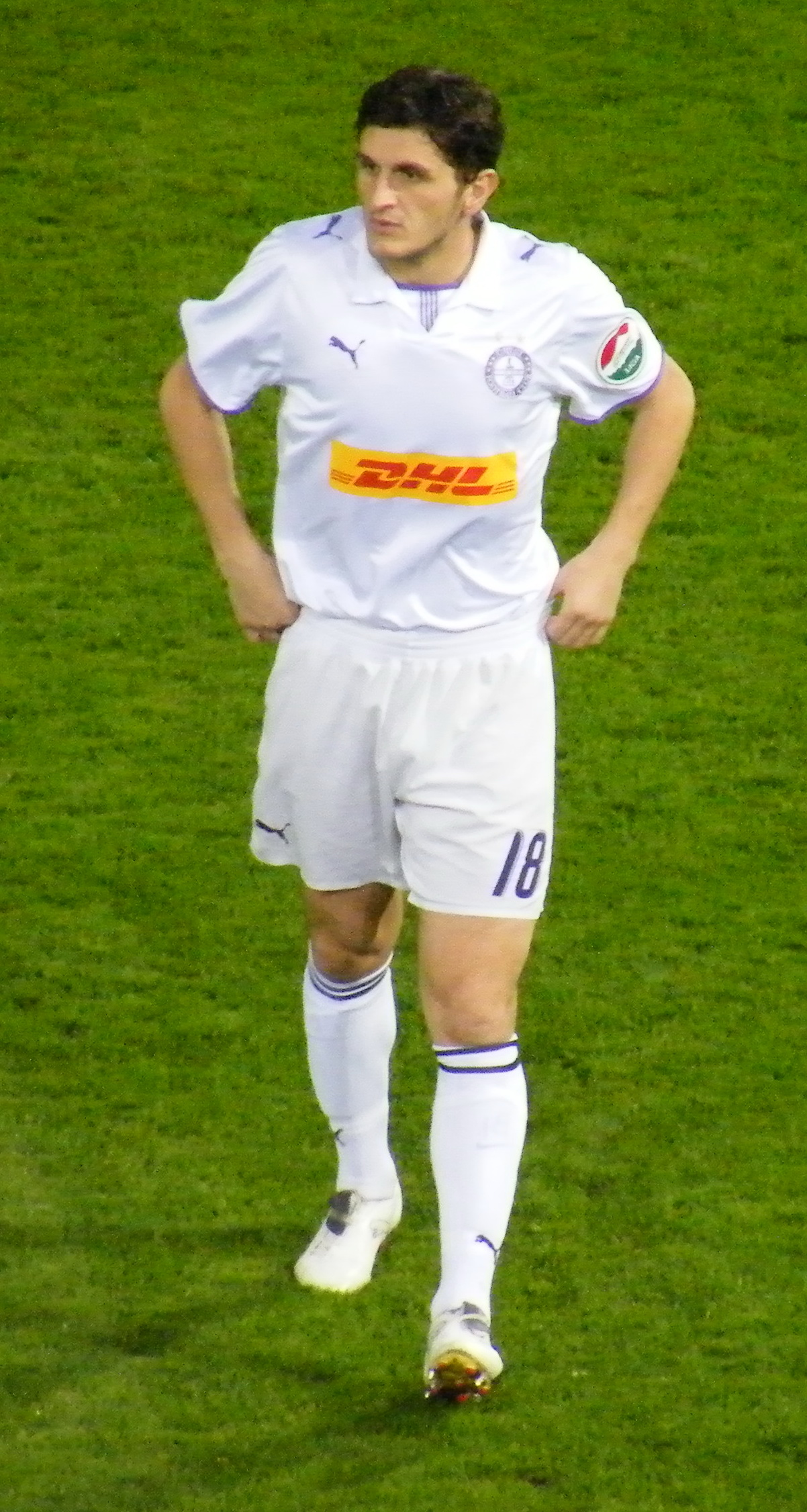
Mijadinoszki, 2008-ban

### Újpest
Egy évre érkezett kölcsönben Magyarországra, és a tizennyolcas mezszám lett az övé. Debütáló mérkőzése, 2008. július 26-án volt, a Nyíregyháza Spartacus ellen. Az 1-0-s újpesti sikerrel záródó meccsen, végig a pályán hagyta edzője, Szentes Lázár. Augusztus 14-én megszerezte első NB1-es gólját, és egyben újpesti találatát is, hiszen betalált a REAC ellen. A következő fordulóban, szintén gólt szerzett, ezúttal a Kaposvár ellen. A téli szünetben kétpontos hátránnyal, a Debrecen mögött állt az Újpest.
Az első tavaszi körben, Mijadinoszki ismét gólt szerzett, már a harmadikat, most a Nyíregyházának talált be. Későbbiekben már nem szerzett gólt, így huszonhat meccsel, három góllal, és öt sárga lappal zárt. Az Újpest végül kilencpontos hátránnyal, ezüstérmesként fejezte be a 2008/09-es magyar első osztály küzdelmeit. A szezon után, visszatért Svájcba, ahol szerződést bontott klubjával, így "szabadúszó" lett.

### Debreceni VSC
2009. nyarán, az utolsó átigazolási napon igazolt Debrecenbe. Több magyar csapat is szerette volna leigazolni, de ő végül a DVSC-t választotta, és négy évre írt alá. Mezszáma a huszonnégyes lett. Első mérkőzését, a Loki második csapatában játszotta, a Kazincbarcika ellen, a másodosztályban. 2009. november 17-én játszott először az NB1-es csapatban, a Kecskemét ellen. Rá egy hétre, már a Bajnokok ligája csoportmeccsen is szerepet kapott, a Liverpool elleni, hazai mérkőzést végigjátszotta. Az utolsó BL-csoportmeccsen is játszott, a Lyon ellen idegeben. Végül két meccset kapott a BL-ben edzőjétől, Herczeg Andrástól, ugyanannyit, mint a bajnokság őszi felében. Végül az első félévet, a Videoton mögött, a második helyen zárták.
Tavasszal, az első körben, a Diósgyőrt fogadta a Debrecen, és a 3–1-es hazai sikerrel végződő meccsen Mijadinoszki szerezte a harmadik Loki gólt. A következő Lombard Pápa elleni meccsen is gólt ért el. 2010. március 27-én, nyolc egymás utáni győztes meccs után kaptak ki, a Zalaegerszegtől. 2011. december 1-jén felbontották a szerződését.

## Sikerei, díjai
DVSC
- Ligakupa-győztes: 2010
- Magyar bajnok: 2010
- Magyar kupa-győztes: 2010